# 花嫁するの本当ですか
『花嫁するの本当ですか』（はなよめするのほんとうですか）は、1989年10月16日から1990年3月26日までテレビ東京系列局で放送されていたテレビ東京製作の恋愛バラエティ番組である。全22回。放送時間は毎週月曜 19:30 - 20:00 （日本標準時）。

## 司会
- 愛川欽也
- 森口博子